# Antoni Jędrzejczyk
Antoni Jędrzejczyk (ur. 10 lipca 1905 w Sosnowcu, rozstrzelany 28 maja 1942 w Lesie Sękocińskim) – działacz komunistyczny i związkowy, jeden z przywódców Stowarzyszenia Przyjaciół ZSRR.
Skończył 4 klasy szkoły powszechnej. 1919-1920 był górnikiem w sosnowieckiej kopalni, 1920-1921 piekarzem w Kielcach, a w 1921 przeniósł się do Warszawy, gdzie od 1923 był piekarzem. W 1925 wstąpił do KPP. Działał w Związku Zawodowym Robotników Przemysłu Spożywczego w Polsce, w którym od 1936 był członkiem zarządu oddziału warszawskiego. 1927-1929 odbywał służbę wojskową w 86 pp w Mołodecznie. W kwietniu 1937 uczestniczył w VII zjeździe związku zawodowego. 26 marca 1938 na krótko aresztowany. Brał udział w obronie Warszawy we wrześniu 1939. Podczas okupacji zorganizował grupę byłych KPP-owców na Mokotowie i stanął na czele "piątki" partyjnej. Latem 1940 został członkiem centralnej "piątki" będącej zalążkiem późniejszego Stowarzyszenia Przyjaciół ZSRR. Wiosną 1941 brał udział w założeniu tego Stowarzyszenia i został reprezentantem Mokotowa w jego kierownictwie centralnym. 23 października 1941 został aresztowany wraz z 31 innymi działaczami Stowarzyszenia i osadzony na Pawiaku, a następnie rozstrzelany w masowej egzekucji w Lesie Sękocińskim koło Magdalenki.
W wielu opracowaniach błędnie pisano jego nazwisko: Jędrzejczak.